# ビヤ・ゲレロ
ビヤ・ゲレロ（Villa Guerrero）は、メキシコ、ハリスコ州北部の自治体である。

## 歴史
町の名前はチャイブの場所って言う意味がある。スペイン人が着かれる前にテペワン固有の人々によって居住された。区域は1530年にペドロ・アルミヌデレズ・チリノによって征服された。最初の土地補助金は1579年にルイス・デ・リオス・プロアニョに与えられた。